# Joseph Dacre Carlyle
Vous lisez un « bon article » labellisé en 2016.
Pour les articles homonymes, voir Carlyle.
Joseph Dacre Carlyle, né à Carlisle le 4 juin 1758 et mort à Newcastle upon Tyne le 12 avril 1804, est un orientaliste anglais.
Après des études à l'université de Cambridge, il y devint professeur d'arabe. En 1799, il fut attaché par le gouvernement britannique à l'ambassade de Lord Elgin dans l'Empire ottoman. Il était chargé d'explorer les bibliothèques de la région (principalement celle du Sérail) pour y découvrir (et y acquérir) des manuscrits inédits de textes antiques. Il se rendit aussi en Égypte, en Terre sainte et au mont Athos. Sa mission fut, de son point de vue, un échec. Il acheta quelques centaines d'ouvrages, principalement dans les bazars de Constantinople, mais aucun ne contenait de texte inédit.
Cependant, la façon dont certains manuscrits avaient été acquis, principalement ceux du patriarche de Jérusalem Anthème Ier, ainsi que la querelle entamée sur la plaine de Troie entre Carlyle et un autre professeur de Cambridge, Edward Daniel Clarke, allaient être utilisées, après la mort de Carlyle, contre Lord Elgin, dans les controverses autour de l'acquisition des « marbres d'Elgin ».
De retour en Grande-Bretagne à l'automne 1801, Joseph Dacre Carlyle entama une traduction en arabe de la Bible. Sa mort en avril 1804 coupa court à ce travail.

## Famille et études
Joseph Dacre Carlyle est le fils d'un médecin, George Carlyle (1715-1784), et de Dorothy Appleby (fille de John Dacre Appleby),,. Il naquit le 4 juin 1758 à Carlisle. Il avait au moins une sœur : Susanna Maria. Joseph Dacre Carlyle épousa Margaret Kerr, originaire du comté de Fife. Ils eurent deux enfants : George (1787-1798) et Eleanor. Celle-ci vécut jusqu'à l'âge adulte : elle épousa Henry Dundas Maclean, lieutenant-colonel dans l'armée britannique.
Joseph Dacre Carlyle commença ses études dans une école primaire de Kirkby Lonsdale puis à la grammar school de Carlisle. Il entra au Christ's College (Université de Cambridge) le 13 janvier 1775. Il passa au Queens' College en février 1778. Il obtint son BA en 1779. Il fut alors élu Fellow du Queens' College. Il obtint son MA en 1783 et son BD en 1793,. Il fit alors la connaissance de David Zamio ou Zamir (nom qu'il se donnait), qui se disait originaire de Bagdad. Zamio lui enseigna l'arabe,. Cette connaissance lui permit de devenir professeur d'arabe à l'université de Cambridge (1795).
Il avait précédemment été nommé pasteur d'une des deux paroisses du diocèse de Carlisle et, en 1793, il avait remplacé William Paley comme chancelier de ce même diocèse,. Il fut enfin élu membre de la Royal Society of Edinburgh le 27 janvier 1794,.

## Dans l'Empire ottoman

### Constantinople

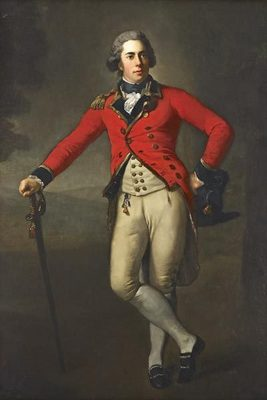
Thomas Bruce, 7e Lord Elgin, que Carlyle accompagne à Constantinople.

En 1799, Joseph Dacre Carlyle accompagna Lord Elgin dans son ambassade à Constantinople,,. Les évêques de Lincoln (George Pretyman Tomline) et de Durham (Shute Barrington) avaient suggéré d'envoyer un érudit à la recherche de manuscrits anciens dans les bibliothèques de l'Orient, à Constantinople, au mont Athos ou ailleurs. Le gouvernement britannique accepta de financer ce projet. Les évêques suggérèrent d'abord d'envoyer Richard Porson. Finalement, Joseph Dacre Carlyle fut attaché à l'ambassade Elgin. Une légende tenace courait en effet en Occident à propos de la bibliothèque du Sérail : comme le palais avait été celui des Empereurs byzantins et que les Ottomans avaient fait peu de transformations, alors, la bibliothèque impériale devait encore s'y trouver. Le problème était bien sûr que le Sérail était interdit aux chrétiens. Elgin devait donc faire en sorte d'en obtenir l'accès pour Carlyle.
Il semblerait que Carlyle se fût donné en plus une mission personnelle : il serait parti avec l'ambassade Elgin en vue de convertir au christianisme les populations indigènes de l'Empire ottoman, grâce à la distribution de 5 000 exemplaires de la Bible traduite en arabe,,. Ces bibles avaient été envoyées vers Alexandrie quelques mois avant le départ de l'ambassade. Elles ne seraient jamais arrivées ; en tout cas, Carlyle n'en eut jamais aucune nouvelle et il aurait renoncé à ce travail missionnaire.
En août 1799, l'ensemble des membres de l'ambassade était réuni à Portsmouth pour embarquer sur la frégate HMS Phaeton, commandée par James Nicoll Morris (en). En effet, le Royaume-Uni étant en guerre, il fallait protéger l'ambassadeur et sa suite. Le navire était d'ailleurs armé en guerre et était fort peu confortable pour l'ensemble de ses passagers. Le chapelain Philip Hunt raconte, dans une lettre, comment les cinq hommes de la suite partageaient un compartiment avec treize grosses malles et de très nombreuses petites, la bibliothèque de voyage, des couvertures, des tapis, des balais et un canon de 18 livres et ses munitions. Le 3 septembre 1799, le navire appareilla. À bord, Lord Elgin montra très rapidement une préférence marquée pour Carlyle parmi sa suite. Lors de l'escale à Palerme, en octobre 1799, Carlyle, Hunt et Lord Elgin passèrent cinq jours à explorer les ruines de Taormine et étudier les courants du détroit de Messine pour y comprendre la légende de Charybde et Scylla,. En novembre 1799, alors que le Phaeton attendait à l'entrée des Dardanelles des vents favorables, Carlyle participa avec le reste de la suite de l'ambassadeur à une excursion sur un site qui fut identifié comme celui de Troie,. Joseph Dacre Carlyle faisait, bien entendu, partie des immenses cortèges qui accompagnèrent les réceptions de l'ambassadeur par le Caïmacan pacha puis par le sultan Sélim III lui-même en décembre 1799.
Dès l'arrivée à Constantinople, un firman avait été sollicité auprès de la Sublime Porte afin de permettre à Carlyle d'entrer au Sérail pour y explorer la bibliothèque. En janvier 1800, il n'avait toujours pas été accordé. Des cas de « peste » ayant été signalés dans le quartier du Palais, celui-ci fut alors interdit. Carlyle se rabattit sur les rares bibliothèques publiques de la capitale et les rares librairies du grand bazar. Il se rendit chez le patriarche de Constantinople Néophyte VII et le patriarche de Jérusalem Anthème Ier (qui résidait aussi à Constantinople), sans grand succès. La bibliothèque constantinopolitaine du patriarche de Jérusalem ne comprenait que 130 volumes, des textes religieux récents. Carlyle visita Sainte-Sophie avec Hunt, dans le vain espoir d'y trouver une bibliothèque.

### Égypte et Terre sainte
Dans le cadre du rapprochement anglo-ottoman lié à la campagne d'Égypte, une mission militaire, commandée par le général Koehler, avait été envoyée pour moderniser l'armée ottomane. La petite troupe quitta Constantinople en février 1800 pour rejoindre l'armée du Grand Vizir qui affrontait les Français en Syrie. Carlyle, qui avait compris qu'il n'accéderait pas de sitôt au Sérail, demanda, et obtint, l'autorisation d'accompagner les soldats (qui assureraient alors aussi sa sécurité). Il désirait explorer les bibliothèques de la Terre sainte,.
L'expédition était composée d'une trentaine d'hommes dont le général, deux officiers, un dessinateur militaire et Carlyle. Fortement armés, mais habillés à la turque, ils traversèrent l'Asie mineure, ce qui n'avait pas été tenté par des Occidentaux depuis plus de cent ans. Le principal problème était pour eux le déclin du pouvoir central ottoman : les pachas locaux étaient de plus en plus autonomes et donc de moins en moins susceptibles de bien les accueillir. Le voyage dura un mois, avec de nombreuses étapes archéologiques. Le dessinateur copia de nombreuses inscriptions et dessina de nombreuses ruines. Des relevés géographiques de l'itinéraire, en vue de l'établissement d'une carte furent aussi réalisés. Tous les faits furent consignés dans le journal, conservé, de Carlyle. On y trouve aussi les vers que le voyage, les paysages et les villages lui inspirèrent,.

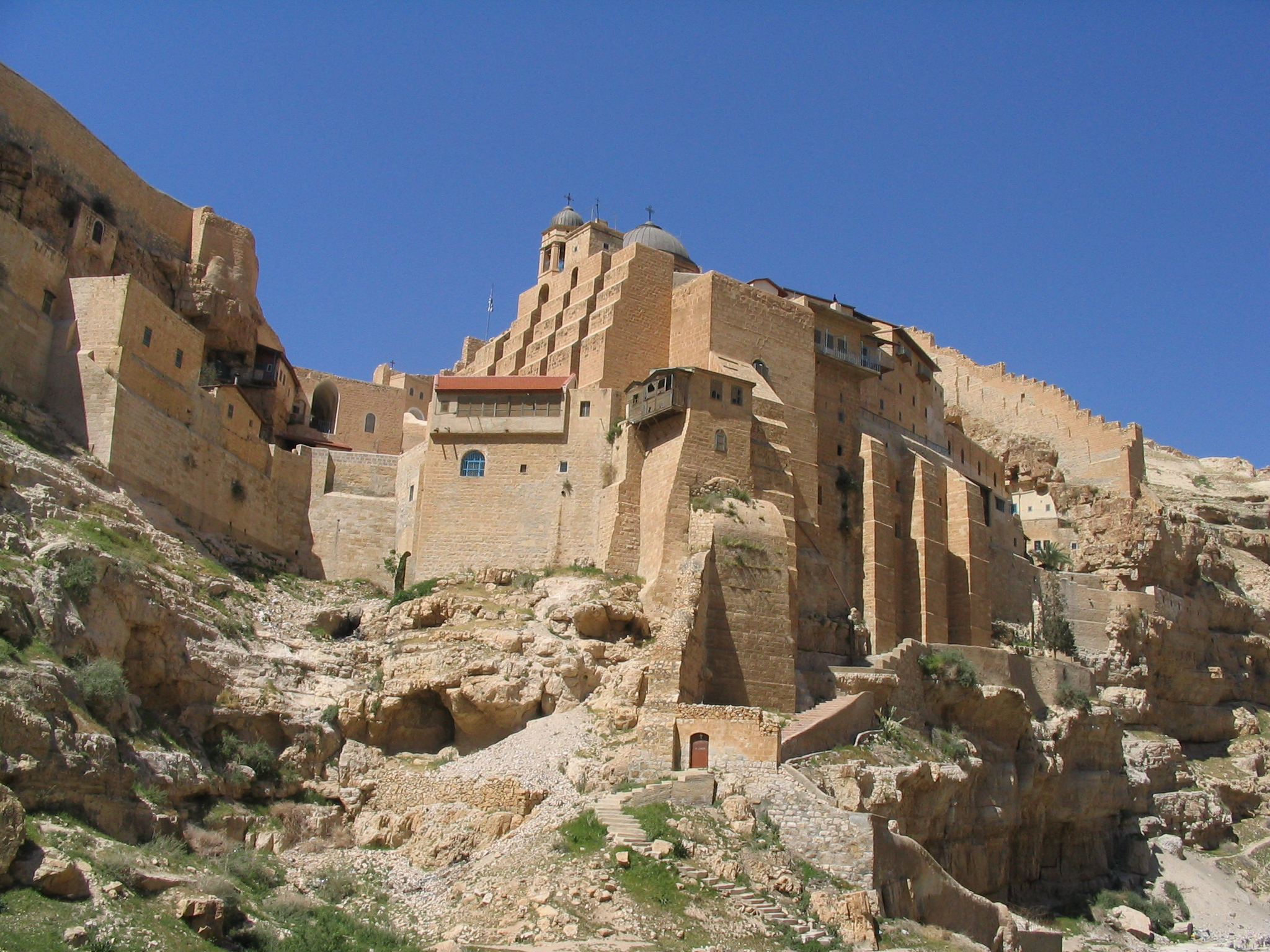
Le monastère Mar Saba, où il trouve un manuscrit ancien et des copies anciennes des Évangiles.

Arrivé au sud-est de l'Asie mineure, Carlyle effectua la traversée jusqu'à Chypre. Là, l'amiral William Sidney Smith l'informa de la signature de la convention d'El Arish. Croyant la paix revenue, il décida de tenter la traversée directe pour Alexandrie, où il arriva au moment de la bataille d'Héliopolis, conséquence de la dénonciation de la convention. Il décida malgré tout de débarquer. Il fut très bien accueilli par les officiers français qui lui offrirent à dîner. Ceux-ci auraient organisé pour lui une revue de troupes et lui permirent surtout de rencontrer des membres de la Commission des sciences et des arts qui accompagnait l'expédition militaire.
D'Alexandrie, Carlyle se rendit à Jérusalem. De là, il visita le monastère Mar Saba. Il raconte comment, deux semaines avant sa visite, le monastère avait été attaqué et pillé par des bandits. Il put cependant s'y rendre, grâce à une escorte que le gouverneur de Jérusalem lui fournit ; escorte composée des mêmes bandits que ceux qui avaient attaqué le monastère. La bibliothèque le déçut, malgré ses trois cents volumes. Il obtint cependant d'emporter cinq des plus vieilles copies des Évangiles et un manuscrit de Libanios, l'auteur antique le plus ancien qu'il y ait trouvé,,. De Jérusalem, il gagna Jaffa puis Constantinople via les îles de l'Égée.

### La bibliothèque du Sérail

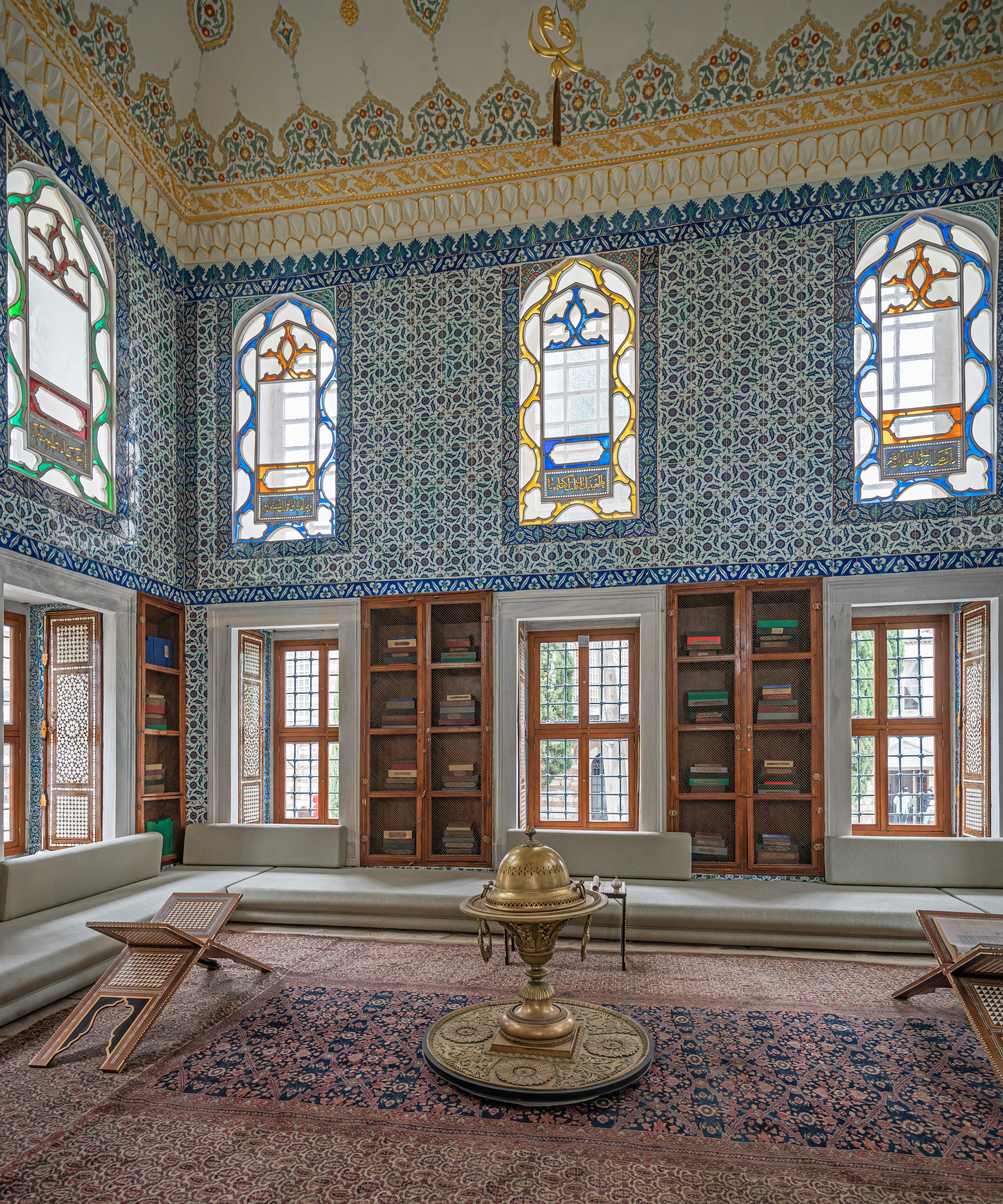
Intérieur de la bibliothèque d'Ahmet III, au Sérail, dont le contenu le déçut.

De retour à Constantinople, Carlyle reprit ses démarches pour accéder à la bibliothèque du Sérail. Il se heurta aux atermoiements des Ottomans. Il lui fut d'abord répondu qu'il n'y avait pas de bibliothèque au Sérail. La réponse suivante fut qu'il y avait deux bibliothèques et qu'il devait préciser celle qu'il voulait explorer. Ensuite, on lui annonça que les ouvrages avaient été transférés après la conquête de la ville dans un petit bâtiment près de Saint-Sophie ; un bâtiment qui n'avait pas été ouvert depuis. Carlyle rencontra alors un Français qui lui affirma que son frère avait vu de ses propres yeux des manuscrits grecs et latins au Sérail. Carlyle pressa alors Elgin de renouveler les démarches pour l'obtention d'un firman. En attendant une hypothétique autorisation, il explora avec Philip Hunt les bibliothèques des nombreux monastères de la capitale, ainsi que des îles des Princes. Les deux hommes n'y découvrirent aucun manuscrit inédit d'auteur ancien : les bibliothèques des monastères ne contenaient que des textes religieux ; et les moines avaient souvent remplacé leurs manuscrits par des versions imprimées. Carlyle dut se contenter d'acheter vingt-huit manuscrits de textes médiévaux au patriarche de Jérusalem. Une partie d'entre eux n'avait été que « prêtée » par le patriarche, à la demande insistante de Carlyle. Anthème Ier les lui avait confiés pour lui permettre de réaliser une nouvelle édition du Nouveau Testament ; Carlyle avait promis de les rendre dès que ce travail aurait été achevé.
Carlyle tenta alors deux approches non-officielles parallèles pour accéder au Sérail. Le Capitan pacha était un ami personnel du couple Elgin. Il avait été esclave pendant trente ans au Sérail où il était devenu un des proches de celui qui devint ensuite le sultan Sélim III (ce fut aussi grâce à cette proximité qu'il avait été nommé grand amiral de la flotte ottomane). Carlyle décida d'utiliser ces connexions. Il entreprit en parallèle de faire sa cour à Youssouf Aga. Celui-ci, Crétois d'origine, était le favori et l'intendant de la femme la plus puissante de l'Empire, la mère du Sultan, ce qui faisait de lui l'un des hommes les plus puissants de l'Empire. À force de cadeaux, Carlyle finit par obtenir de Youssouf Aga une lettre d'introduction pour le gouverneur du Sérail. Il put enfin y entrer en novembre 1800, un an après son arrivée à Constantinople.
Contrairement à toutes les bibliothèques qu'il avait pu voir jusque-là, celle du Sérail était organisée, avec les manuscrits classés sur des étagères. Cependant, ce fut à nouveau une déception. Carlyle put examiner chacun des 1 294 volumes. La très grande majorité était en arabe, le reste en persan ou turc. Il n'y avait pas un seul ouvrage en grec, latin ou hébreu,. Définitivement déçu, il décida de rentrer,.

### Dernières explorations

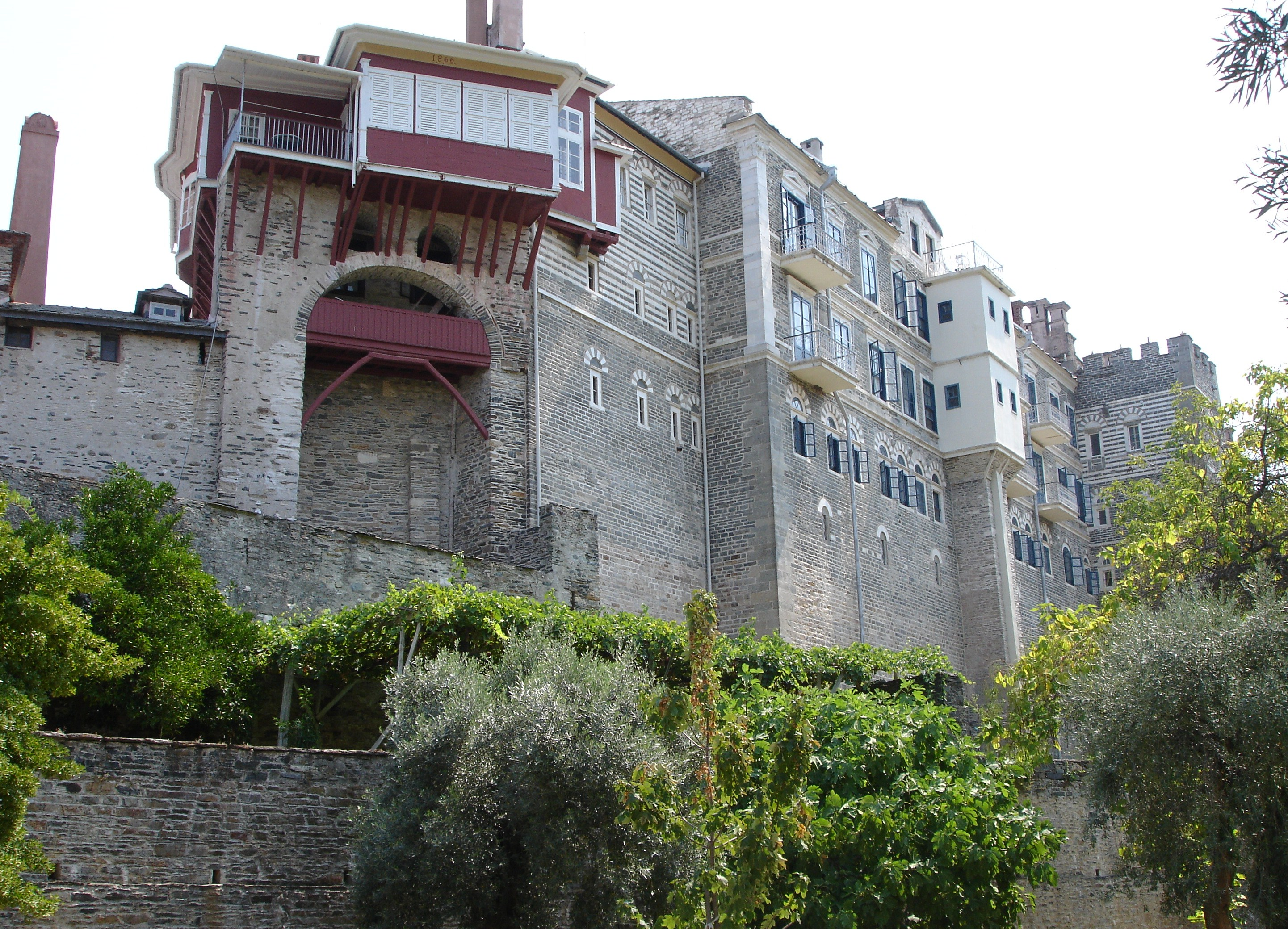
Le monastère de Vatopedi.

Par acquit de conscience, Carlyle tenta deux dernières explorations avant de rentrer en Grande-Bretagne. La visite des monastères sur la côte nord de l'Asie mineure, de Constantinople à Trébizonde s'avéra impossible : l'autorisation des autorités ottomanes ne vint jamais. Il ne restait à Carlyle que le mince espoir des monastères du mont Athos. Il réussit à convaincre l'ambassadeur Elgin d'autoriser son chapelain, Philip Hunt, à l'accompagner.
Hunt et Carlyle quittèrent Constantinople en mars 1801. Ils profitèrent de leur voyage vers Athos pour explorer à nouveau la plaine de Troie. Là, ils achetèrent statues et inscriptions qui rejoignirent la collection de l'ambassadeur dans la capitale ottomane. Le journal de Carlyle contient les descriptions du travail d'exploration archéologique, ainsi que les poèmes que les paysages romantiques lui inspirèrent.
Cependant, ils rencontrèrent en Troade Edward Daniel Clarke, professeur de minéralogie à l'université de Cambridge, et son pupille J. M. Cripps. Les quatre hommes ne s'accordaient pas sur l'emplacement de l'ancienne Troie. Le désaccord dégénéra en querelle. Celle-ci, loin de s'éteindre, s'envenima au fil des années. Elle s'étendit même à leur entourage. Clarke n'attaquait au début que Carlyle, mais il inclut rapidement Lord Elgin.
Après le départ de Clarke et Cripps, Hunt et Carlyle poursuivirent leurs explorations de la plaine pendant trois semaines, en tentant de concilier L’Iliade et les paysages. Il traversèrent ensuite vers Athos via Ténédos et Lemnos. Ils visitèrent le monastère de Vatopedi, peuplé de 250 moines, au moment des fêtes de Pâques. Ils purent explorer les 27 églises dépendant du monastère, mais leurs demandes pour la bibliothèque ne reçurent que des réponses évasives. Finalement, Carlyle utilisa la lettre de recommandation que le patriarche de Constantinople avait rédigée pour lui. Il fut mené à une cave sombre et humide où il trouva des manuscrits entassés, déchirés, mangés par les rats et les vers. Les deux Britanniques, à la surprise des moines, examinèrent les volumes un par un. À nouveau, la déception était au rendez-vous : des textes religieux et des copies sans grand intérêt de quelques auteurs anciens. Carlyle proposa d'acheter les manuscrits les plus vieux. L'higoumène refusa, arguant qu'il devait d'abord obtenir l'autorisation explicite du Patriarche.
Carlyle et Hunt visitèrent vingt-quatre monastères sur le mont Athos. Ils explorèrent chacune des bibliothèques, plus ou moins dans le même état que celle de Vatopedi, et chacun des volumes dans ces bibliothèques. Ils ne découvrirent aucun texte inédit. Échaudé par son expérience précédente, Carlyle sut proposer en privé et discrètement à l'higoumène d'acquérir certains des manuscrits. D'Athos, les deux hommes gagnèrent Athènes par la mer, par peur des bandits sur la route terrestre.
Carlyle et Hunt arrivèrent à Athènes à peu près en même temps que les époux Nisbet, les parents de Lady Elgin, qui y faisaient escale sur le chemin du retour, après avoir rendu visite à leur fille à Constantinople. Carlyle profita de son passage en Attique pour explorer la plaine de Marathon. Il se joignit ensuite aux Nisbet lorsque, fin mai 1801, ils partirent pour Malte. Il gagna l'Italie et remonta vers la Grande-Bretagne par le Tyrol et l'Allemagne.
Au total, Carlyle avait acquis (et jamais volé, précisait-il bien) quelques dizaines de manuscrits dans divers monastères et il en avait acheté quelques centaines dans les divers bazars, dont une centaine de manuscrits en arabe,,. Bien qu'envoyé à la suggestion de deux évêques, avec l'accord du gouvernement britannique, Carlyle avait acheté tous ces ouvrages lui-même, sur ses propres fonds et ils étaient sa propriété,. Il avait finalement, par rapport aux objectifs qu'il s'était fixés, dépensé beaucoup d'argent pour pas grand chose. De plus, ses dépenses personnelles ne furent jamais remboursées par Lord Elgin, contrairement à ce qu'il avait espéré au moment du départ. Enfin, ses voyages lui avaient usé la santé,,. Bien que les manuscrits n'étaient pas les inédits et les originaux anciens dont il pouvait rêver, Carlyle rapporta cependant des textes d'une importance indéniable.

## Fin de carrière
Il revint en Grande-Bretagne en septembre 1801. Les revenus de la cure de Newcastle upon Tyne lui furent attribués le 5 octobre 1801 par Edward Venables-Vernon-Harcourt, l'évêque de Carlisle,,. Il fut aussi nommé chapelain de l'évêque de Durham.
Carlyle se lança dans une nouvelle traduction de la Bible en arabe pour la British Bible Society de Londres. Il se lança aussi dans une nouvelle édition du Nouveau Testament. Il utilisa dans ce but les manuscrits qu'il avait ramenés d'Orient. Il correspondit alors avec de nombreux érudits et prêtres. Il imprima même un opuscule qu'il envoya à ses correspondants. Le petit ouvrage contenait ses observations et un rapide catalogue de sa collection (cinq ouvrages étaient marqués « S », provenance Syrie ; quatre marqués « C », provenance Constantinople ; dix-huit marqués « I » pour Îles de Princes ; pour le reste, la provenance n'est pas connue). Il mourut avant de pouvoir achever ses travaux. Henry Ford (en), professeur d'arabe à l'université d'Oxford, prit alors sa suite pour la traduction de la Bible en arabe : le texte fut publié en 1811 à Newcastle,,.

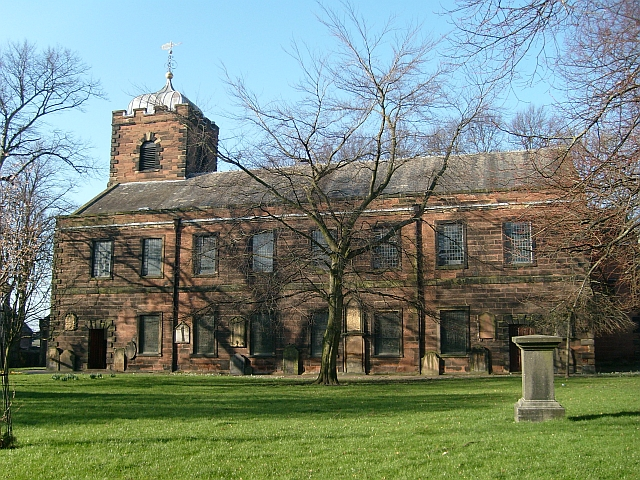
L'église Saint Cuthbert de Carlisle, où il est enterré.

Malade, Joseph Dacre Carlyle mourut le 12 avril 1804,,. Il mourait quasiment ruiné. La seule fortune qu'il transmettait était les manuscrits qu'il avait rapportés d'Orient. Susanna Maria Carlyle, sa sœur et exécutrice testamentaire, décida de les vendre. Les manuscrits en arabe furent achetés par la compagnie britannique des Indes orientales qui les possédait encore dans les années 1980. Susanna Maria Carlyle considéra que les ouvrages marqués « C » dans le catalogue étaient ceux prêtés par le patriarche de Jérusalem ; elle savait aussi que Philip Hunt avait participé à l'achat de certains et qu'il avait des droits dessus. Ce dernier suggéra de tout céder à la bibliothèque de l'Archevêque de Cantorbéry (alors John Moore) au Lambeth Palace. L'ensemble de la collection (hormis un manuscrit d'Eutrope que Miss Carlyle conserva en souvenir) fut donc vendue à cette bibliothèque en mars 1806, dans laquelle entrèrent aussi les ouvrages prêtés,,.
Joseph Dacre Carlyle est enterré à l'église Saint Cuthbert de Carlisle, avec le reste de sa famille.

## Controverse à propos des manuscrits
Dès les débuts des années 1810, les actions des agents de Lord Elgin à Athènes, autrement dit la constitution de la collection de leur patron (les « marbres d'Elgin ») et les déprédations sur l'Acropole d'Athènes, avaient suscité une importante controverse dans les milieux intellectuels. Lord Byron, Edward Dodwell ou Edward Daniel Clarke faisaient partie des plus virulents. En 1816, avec la parution de ses Travels in various countries of Europe, Asia and Africa, ce dernier vint nourrir le débat en y ajoutant le problème des papiers de John Tweddell, accusant Lord Elgin de s'en être emparé illégalement. Il posa, dans le même ouvrage, la question des manuscrits amenés en Grande-Bretagne par Joseph Dacre Carlyle.
Clarke suggérait que certains manuscrits provenant de monastères n'avaient pu être acquis légalement, car seule une autorisation explicite du patriarche de Constantinople pouvait permettre d'aliéner des biens de l'Église. Il mettait donc en doute la régularité de l'obtention de certains de ces volumes durant l'ambassade d'Elgin (car c'était celui-ci qui était principalement visé). Il semblerait en effet que les six manuscrits rapportés du monastère Mar Saba et les cinq ou six provenant de la bibliothèque du patriarche de Jérusalem n'auraient été que « prêtés » à Carlyle afin de lui permettre de réviser le Nouveau Testament. Il aurait même signé, en mars 1801, une promesse de les renvoyer à Constantinople dès qu'il en aurait fini. Cette promesse ayant été contresignée par Philip Hunt, la responsabilité de Lord Elgin (et du gouvernement britannique) était engagée. De même, des manuscrits avaient été achetés dans les monastères du mont Athos, mais il semblerait, les concernant, qu'une subtilité légale existât : ils n'étaient pas des exemplaires uniques dans la bibliothèque du monastère, donc leur vente ne privait pas l'Église,.
En 1813, le patriarcat de Jérusalem avait déposé une demande officielle auprès de l'ambassadeur de Grande-Bretagne à Constantinople, Robert Liston, de restitution des manuscrits prêtés à Joseph Dacre Carlyle. Le Foreign Office se tourna vers Hunt qui en référa à l'archevêché de Cantorbéry à Lambeth Palace, qui ne répondit pas. En 1816, au moment de la vente des marbres, de la parution du livre de Clarke et en plein scandale Tweddell, une nouvelle demande du patriarche de Jérusalem arriva à Londres. La liste des ouvrages à rendre était très précise et il semblerait que Miss Carlyle avait choisi une option qui la favorisait le plus financièrement après le décès de son frère. Elle avait considéré que seuls les quatre ouvrages marqués « C » étaient ceux qui avaient été prêtés. Le patriarcat en réclamait beaucoup plus. Selon William Saint-Clair, biographe plutôt favorable à Lord Elgin, il y en aurait eu onze : les six (deux Évangiles, trois Actes des Apôtres et le Libanios) provenant de Mar Saba et cinq provenant de la bibliothèque constantinopolitaine du patriarche (deux Évangiles, deux Psaumes et l'Eutrope). Les quatre marqués « C » (trois Évangiles et un Actes des Apôtres), identifiés comme prêtés furent restitués ; les manuscrits des auteurs anciens étaient eux aussi incontournables. Il en manquait cependant encore cinq. La bibliothèque de Lambeth Palace prit les ouvrages manquants, plus ou moins au hasard, parmi ceux marqués « I » pour Îles des Princes. Par conséquent, elle conserva les cinq marqués « S » (pour Syrie, donc potentiellement Mar Saba). En 1817, Miss Carlyle remboursa à la bibliothèque les manuscrits. Elle remit les onze ouvrages au Foreign Office qui les renvoya à Constantinople. Il est donc quasiment certain qu'au moins une partie des ouvrages rendus n'était pas les bons. Selon Theodore Vrettos, plutôt défavorable à Lord Elgin, le patriarche aurait réclamé au moins vingt-quatre ouvrages : les six de Mar Saba et dix-huit provenant des Îles des Princes. La bibliothèque de l'archevêché aurait refusé de rendre autre chose que les quatre marqués « C ». Elgin aurait alors instamment prié l'archevêque de rendre les autres mais il aurait refusé. Henry John Todd, dans son ouvrage de 1823 dédié aux manuscrits Carlyle à Lambeth Palace, donne la même version que Saint-Clair (à qui il a servi de source).

## Œuvres
- Maured Allatafet Jemaleddini Filii Togri-Bardii, seu Rerum Ægyptiacarum Annales ab anno Christi 971 usque ad annum 1453, traduction de l'ouvrage d'Ibn Taghribirdi, Cambridge University Press, 1792. lire en ligne
- Specimens of Arabian Poetry, from the Earliest Time to the Extinction of the Khaliphat, with Some Account of the Authors, Cambridge University Press, 1796.
- Poems Suggested Chiefly by Scenes in Asia Minor, Syria, and Greece with Prefaces, Extracted from the Author's Journal, Londres, William Bulmer, 1805. lire en ligne
- Un de ses cantiques est inclus dans le livre des cantiques de l'Église épiscopale des États-Unis[57].